# Flugplatzsender Lausanne

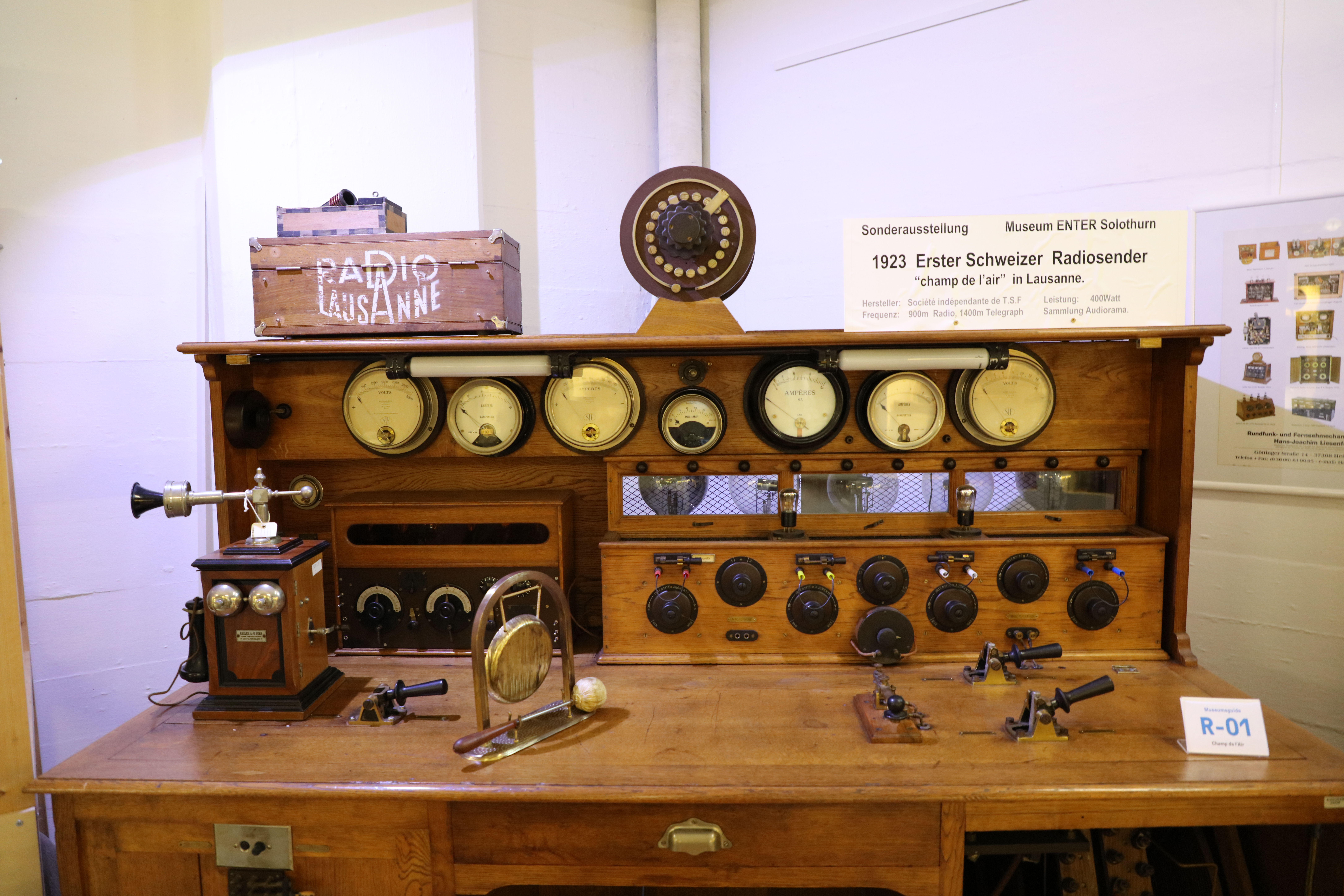
Original-Sender im Museum Enter in Solothurn

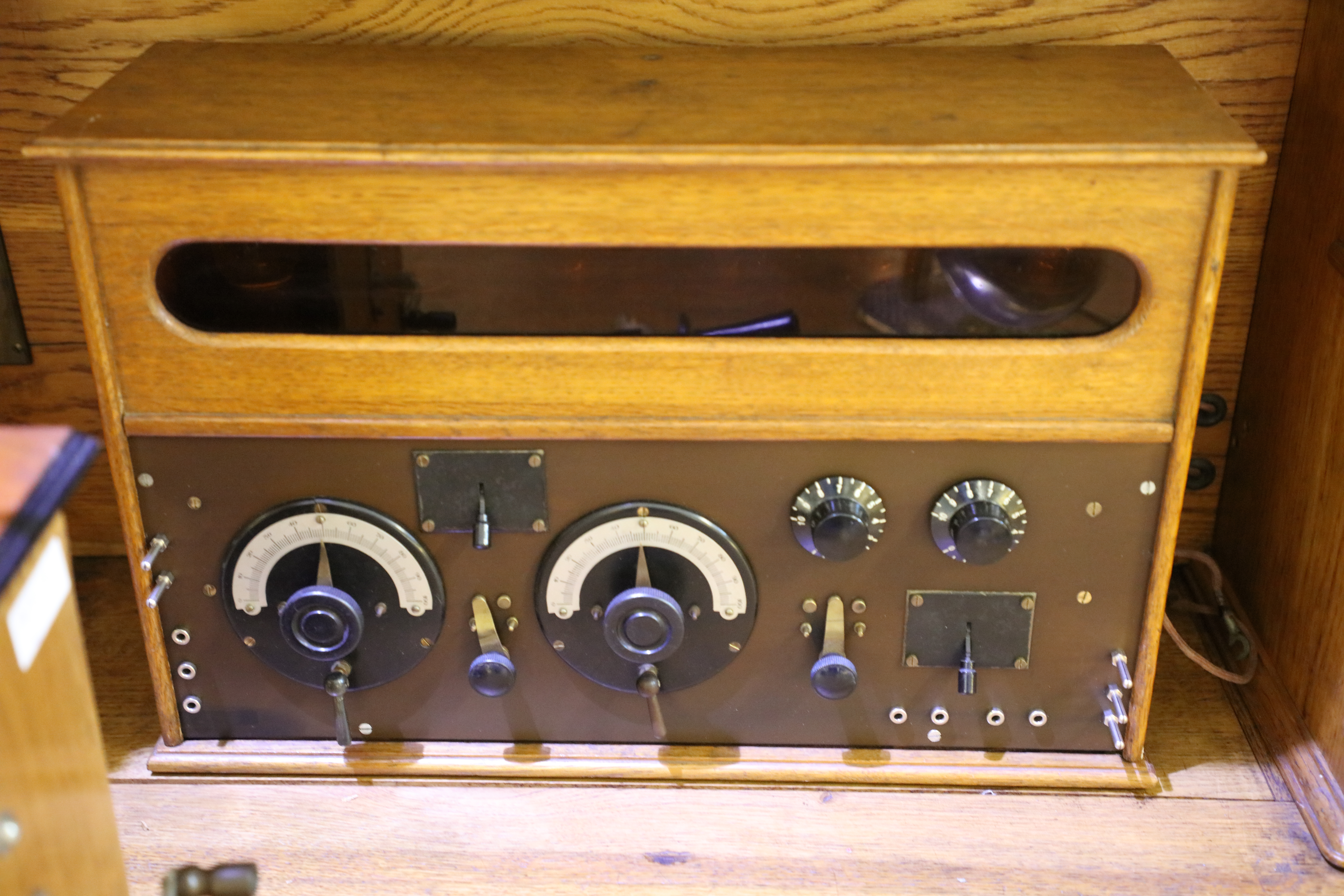
Lang-Mittelwellen-Empfänger des Flugplatzsenders Lausanne

Der Flugplatzsender Lausanne, auch Radio Lausanne oder Sender Champ-de-l’Air, war 1922/23 der erste Rundfunksender der Schweiz am Flugplatz Lausanne-La Blécherette in Lausanne.

## Geschichte
In der Schweiz war der Betrieb von Funksendern und -empfängern während des Ersten Weltkriegs dem Militär vorbehalten gewesen; privater Empfang von Funkwellen war verboten. Auch nach dem Krieg blieb der Funkbetrieb stark reglementiert. Die Obertelegraphendirektion war im zivilen Bereich befugt, Anlagen zu genehmigen. Sie sah aber wenig Grund, solche Genehmigungen für das Senden und Empfangen von Funkaussendungen zu erteilen, befürchtete sie doch Konkurrenz durch Funk für ihre drahtgebundenen Systeme. Das Militär andererseits wollte den Empfang von Funk im Kriegsfall komplett verbieten, weil es um die nationale Sicherheit fürchtete. Die Obertelegraphendirektion vergab Empfangsgenehmigungen nur mit klaren Auflagen; so durfte zum Beispiel das Fernmeldegeheimnis nicht verletzt werden. 
Telefonie-Funkverbindungen zu Flugzeugen wurden von den Behörden jedoch als erforderlich und wichtig angesehen. Telefonie war notwendig, weil die Piloten und Bordtechniker nicht über Kenntnisse im Bereich Telegraphie verfügten. Als Sitz des Völkerbundes musste die Schweiz für die Installation solcher Einrichtungen sorgen. 
Die Notwendigkeit, das Flugfeld in Lausanne mit Telefonie-Funk auszurüsten, stand daher nicht zur Diskussion. 
Der Sender Lausanne wurde im Auftrag der Municipalité de Lausanne von der französischen-Gesellschaft S.I.F (Société Indépendante de Téléphonie sans Fil) errichtet. Die Anlage war am 22. August 1922 einsatzbereit. Eigentlich sollte sie nur den Bedürfnissen der Fliegerei dienen, also der Ausstrahlung von Wetterberichten und der Flugsicherung bei der Landung von Flugzeugen. Als Frequenzen dienten die Welle 1400 Meter für die Betriebsart Telegraphie und die 900-Meter-Welle für die Betriebsart Telephonie. Der Radiopionier Roland Pièce berichtete von regelmässigen Funkkontakten zum Flugzeug «Goliath», das wöchentlich die Flugstrecke Paris–Lausanne bediente. Eine Kommunikation mit dem Flugzeug mittels der reichweitenstärkeren Telegraphie war nicht möglich, da der Bordmechaniker des Flugzeuges, welcher gleichzeitig als Funker diente, das Morsealphabet nicht beherrschte. Erst ab einer Entfernung von weniger als 100 Kilometern konnte via Telephonie kommuniziert werden. Diese Möglichkeit wurde ausgiebig genutzt. Daraufhin musste Bern eine Anweisung erlassen, dass der Funkverkehr auf das dienstlich Notwendige zu beschränken sei.
Erste Testausstrahlungen für den Rundfunkbetrieb fanden am 26. Oktober 1922 auf 900 Meter mit einer Ausgangsleistung von 400 Watt statt. Nachdem die Obertelegraphendirektion am 10. Januar 1923 Aussendungen mit Sendern von bestehenden Flugfunkanlagen genehmigt hatte, wurde am 26. Februar 1923 der Regelbetrieb aufgenommen. Es wurden Nachrichten, Informationen und Wetterberichte ausgesendet. Dazwischen wurde Musik von Schallplatten abgespielt. Die neu gegründete Gesellschaft Utilitas übernahm die Programmgestaltung. Da der Flugplatzsender nicht gleichzeitig auf beiden Frequenzen (1400 Meter für Telegraphie und 900 Meter für Telefonie) arbeiten konnte, musste das Radioprogramm unterbrochen werden, wenn Telegraphieverkehr anstand. Die Anlage verfügte auch über einen Lang- und Mittelwellen-Empfänger. Es konnte aber nur gehört oder gesendet werden, nicht beides gleichzeitig.
1931 übernahm die Schweizer Bundesverwaltung die Produktion von Programmen für das Radio. Sie gründete am 24. Februar 1931 die Schweizerische Rundspruchgesellschaft (SRG). Das Stellen der Infrastruktur für Rundfunksender war danach Aufgabe der PTT. Der Staatskonzern kümmerte sich um Beschaffung und Unterhalt der Studioeinrichtung sowie um die Sendeanlagen und die landesweite Signalübertragung. Der Flugplatzsender Lausanne hatte als Rundfunksender ausgedient. Er wurde durch den Landessender Sottens abgelöst, welcher auf der Frequenz 743 kHz (403 m) mit einer Leistung von 25 kW arbeitete. Die Original-Sendeanlage des Flugplatzsenders Lausanne befindet sich heute im Museum Enter in Solothurn.

## Bilder

Foto von 1922
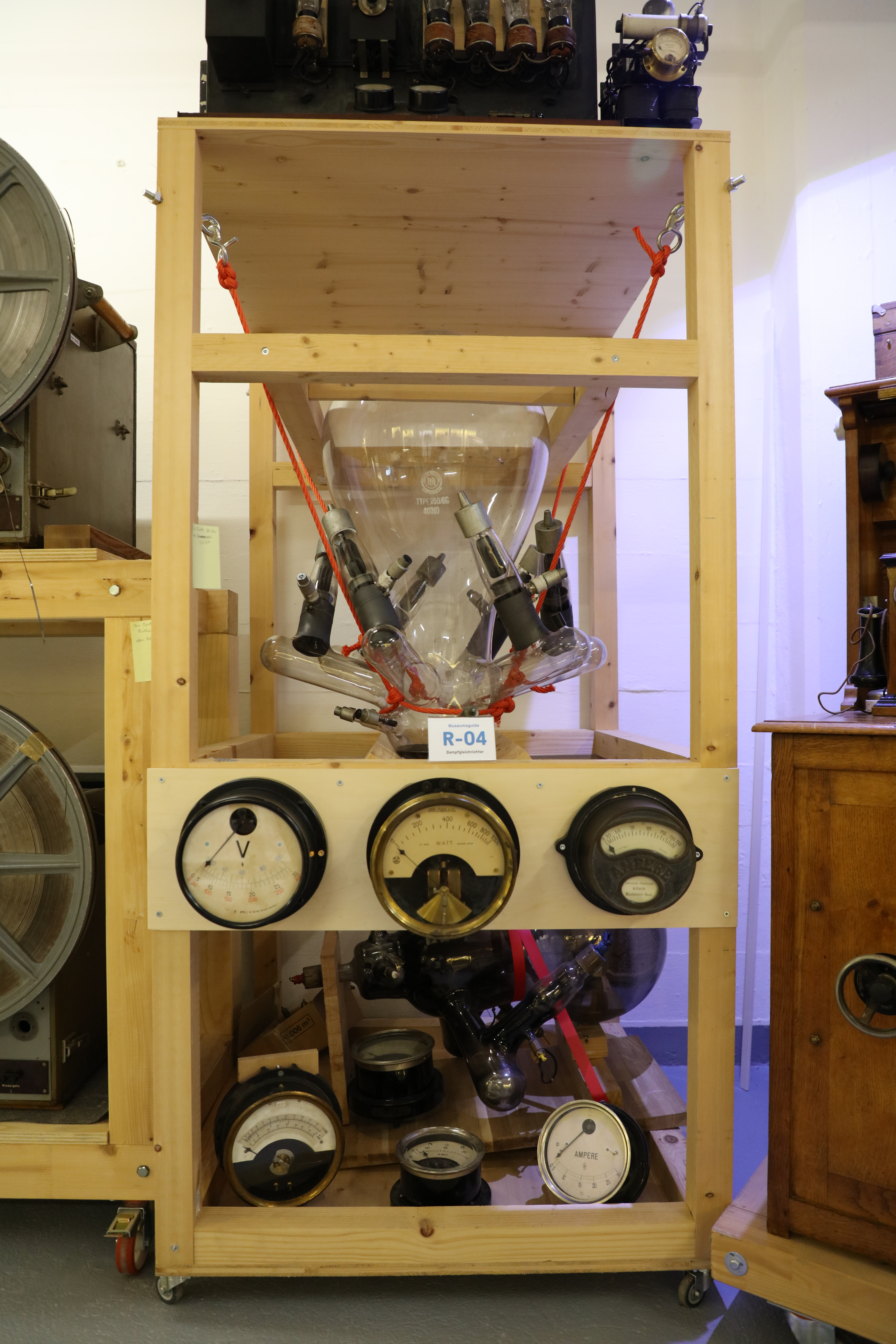
Quecksilberdampfgleichrichter für den Sender
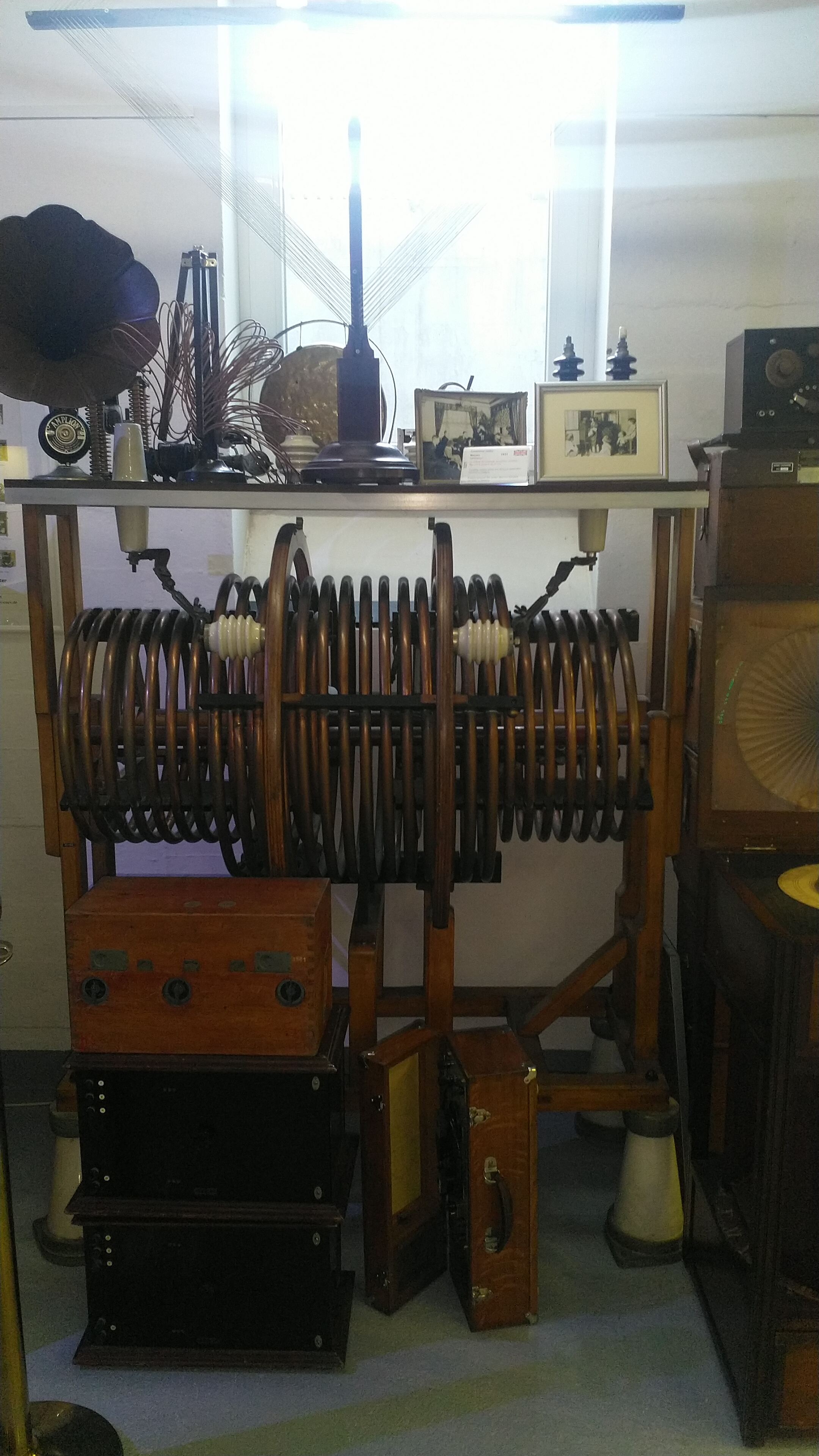
Antennenabstimmung des Senders
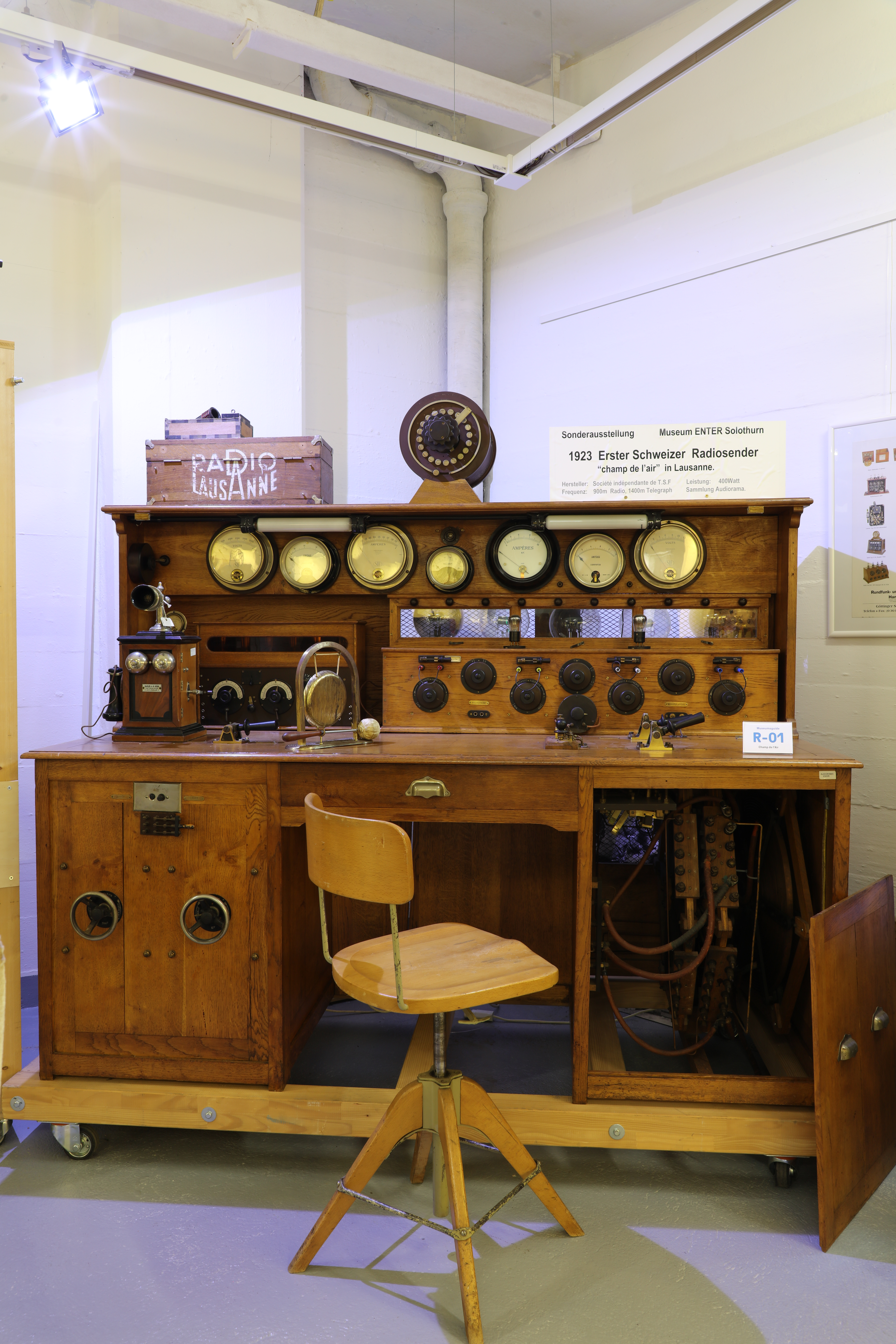
Gesamtansicht der Funkstelle